# Hairy Chapter
Hairy Chapter war eine deutsche Hardrock-Band aus Bonn, die zwischen 1969 und 1971 zwei Alben unter eigenem Namen veröffentlichte.

## Geschichte

### Gründung und erstes Jahr
Hairy Chapter ging aus der 1966 gegründeten Bonner Band The Concentric Movement hervor, aus der sich 1969 Harry Titlbach (Gitarre), Rudolf Oldenburg (Bass) und Rudi Haubold (Schlagzeug) abspalteten, um zusammen mit Harry Unte (Gesang) eine neue Band zu gründen. Unter dem Pseudonym Chaparall Electric Sound Inc veröffentlichte die Band in ihrem Gründungsjahr 1969 auf dem Independent-Label Maritim Records die LP Electric Sound for Dancing.
Ab 1970 trat die Band unter ihrem eigentlichen Namen Hairy Chapter auf, den sie bis zu ihrer Auflösung 1971 beibehielt. Das erste Album unter eigenem Namen erschien 1970 auf Opp und hieß Eyes (LP, 1970). Das Album enthielt teilweise dasselbe Material wie Electric Sounds for Dancing, diese Stücke hatten aber andere Titel.
Musikalisch war Hairy Chapter stark von den britischen Hardrock- und Bluesrock-Bands der Zeit beeinflusst.

### Can’t Get Through
Das Album Can’t Get Through (LP, 1971) spielte die Band zwischen November 1970 und Januar 1971 in den Kölner Dierks-Studios mit dem Produzenten Dieter Dierks ein. Dierks führte starke Elemente des Psychedelic Rocks in den deutlich gradlinigeren Bluesrock von Hairy Chapter ein und erschuf so eine Platte, die Bluesrock mit starken Anklängen von Krautrock kombinierte. Die Platte erschien auf Bacillus Records, einem Sublabel des Major-Labels Bellaphon Records, das „echten“ Independent-Labels Konkurrenz bieten sollte. Can’t Get Through war das erste und einzige Album von Hairy Chapter, das auf einem großen Plattenlabel erschien.
Nach dem Erscheinen der Platte ersetzte Werner Faus am Schlagzeug Rudi Haubold.

## Diskografie
- 1969: Electric Sound for Dancing – erschien unter dem Pseudonym Chaparall Electric Sound Inc (LP, Maritim Records)
- 1970: Eyes (LP, Opp)
- 1971: Can’t Get Through (LP, Bacillus Records)